# Open de Tenis Comunidad Valenciana 2007
L'Open de Tenis Comunidad Valenciana 2007 è stato un torneo di tennis giocato sulla terra rossa. 
È stata la 13ª edizione dell'Open de Tenis Comunidad Valenciana,
che fa parte della categoria International Series nell'ambito dell'ATP Tour 2007. 
Si è giocato nel Club de Tenis Valencia di Valencia in Spagna, 
dal 9 al 15 aprile 2007.

## Campioni

### Singolare
Nicolás Almagro ha battuto in finale  Potito Starace con il punteggio di 4–6, 6–2, 6–1

### Doppio
Wesley Moodie /  Todd Perry hanno battuto in finale  Yves Allegro /  Sebastián Prieto con il punteggio di 7–5, 7–5